# 6 (siffra)
Siffran 6 (sex (fil)) används för att beteckna talet 6 och är en siffra i varje positiv talbas som är 7 eller högre.

Teckenspråkets tecken för siffran 6.
Punktskriften för siffran 6.
Kilskrifttecken för 6 mellan andra siffror.
Signalflagga för siffran 6.
Mayakulturens tecken för siffran 6.
Babyloniska tecknet för siffran 6.
6 ögon på en tärning.